# Fort Jefferson
Fort Jefferson – przybrzeżna, niedokończona, opuszczona twierdza na wyspie Garden Key, w archipelagu Dry Tortugas, w hrabstwie Monroe, na Florydzie (Stany Zjednoczone). Leży wewnątrz Parku Narodowego Dry Tortugas.
Największy murowany budynek na półkuli zachodniej, składa się z ponad 16 milionów cegieł.

## Historia

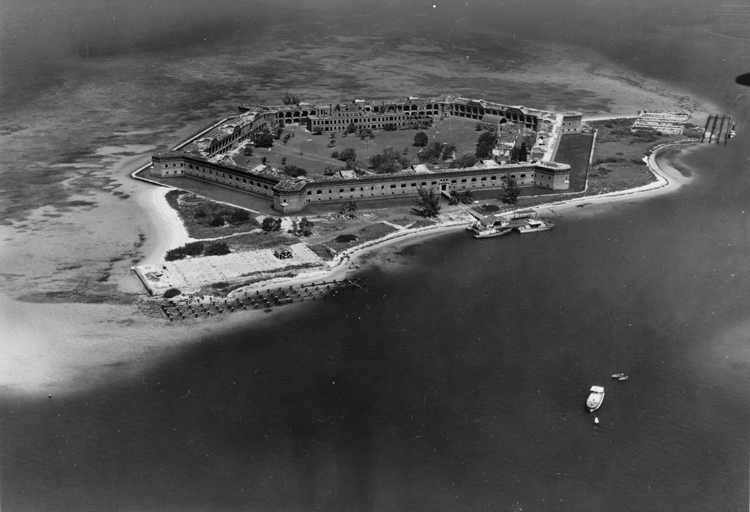
Fort Jefferson

Pięć lat po podpisaniu Traktatu Florydy, na mocy którego Hiszpania sprzedała Florydę Stanom Zjednoczonym, US Navy poszukiwało sposobu na powstrzymanie piractwa na Karaibach. Pod koniec grudnia 1824 i początku stycznia 1825, Komandor David Porter kontrolował wyspy Dry Tortugas w poszukiwaniu terenu dla stacji marynarki wojennej. Rozczarowany tym, co widział, powiadomił sekretarza marynarki, że Dry Tortugas są niezdatne do jakichkolwiek działań okrętów. Poinformował, że składają się one z małych piaszczystych wysp, wystających niewiele ponad powierzchnię oceanu, niemających dostępu do świeżej wody. Uznał, że wyspy te prawdopodobnie nie są wystarczająco solidne, aby umieścić fortyfikacje. Chociaż Komandor Porter uznał Dry Tortugas za niezdatne dla marynarki, inni politycy w rządzie USA byli zdania, że wyspy są dobrą lokalizacją dla latarni morskiej, obsługującej statki w obrębie okolicznych raf i małych wysepek. Mała wyspa o nazwie Bush Key, później przemianowana na Key Garden, została wybrana jako miejsce dla nowej latarni morskiej, nazwanej później Garden Key Light. Budowę rozpoczęto w 1825 roku i ukończono w 1826 r. Latarnia została zbudowana z bielonej z zewnątrz cegły i miała 65 stóp (19,8 m.) wysokości. Obok latarni wybudowano również mały, biały dom dla latarnika.

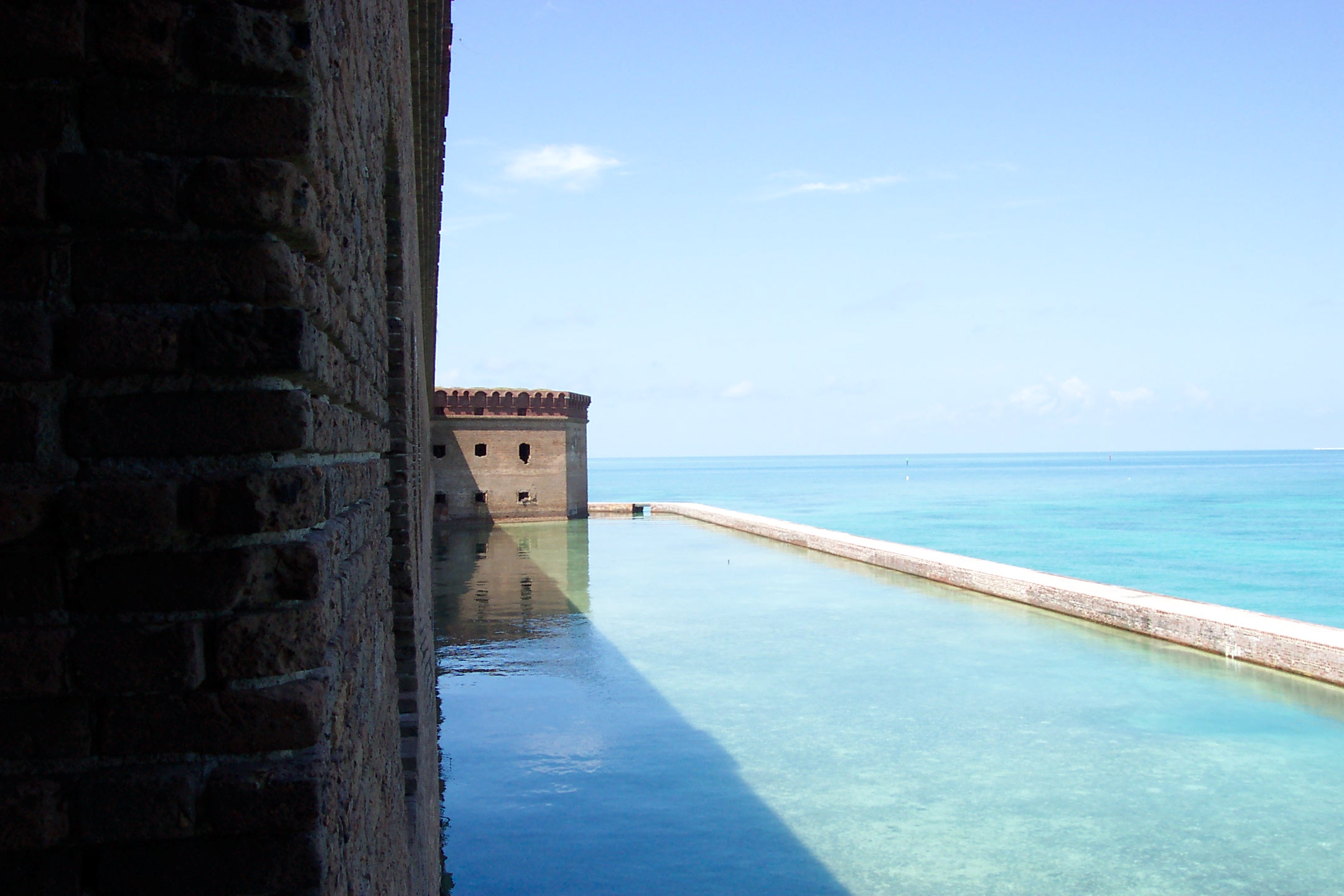
Fort Jefferson – fosa

W maju 1829 roku, Komandor John Rodgers zatrzymał się na Dry Tortugas w celu wyznaczenia miejsca zakotwiczania statków. W przeciwieństwie do komandora Portera, Rogers był zadowolony z tego, co znalazł. Jego raport opisywał obszar składający się z 11 małych wysepek, okolicznych raf oraz piaszczystych ławic, tworzących naturalne falochrony. Opisał zewnętrzną i wewnętrzną zatokę, jako wystarczające do zapewnienia bezpiecznego kotwiczenia we wszystkich porach roku, jak i wystarczająco dużą, aby pozwolić na stacjonowanie dużej liczby statków. Ponadto wewnętrzny port oferował odpowiedniej głębokości wody dla statków liniowych. Komandor Rogers zaopiniował bezwzględną konieczność przystosowania obszaru dla marynarki, twierdząc, że jeśli wroga flota zajmie Dry Tortugas, Stany Zjednoczone i żegluga w obrębie Zatoki Meksykańskiej będzie w śmiertelnym niebezpieczeństwie i ufortyfikowanie przez USA wysp Dry Tortugas da możliwość bezpiecznego korzystania z zatoki w przyszłości.
Seria badań technicznych i biurokratycznych przeszkód spowodowała opóźnienie budowy Fortu Jefferson (nazwany tak na cześć trzeciego prezydenta Thomasa Jeffersona) na 17 lat.
Budowę na Key Garden rozpoczęto w 1846 roku, prace przerwano w 1875. Fort został zaprojektowany tak, że istniejąca Garden Key Light i dom latarnika zostały zawarte w obrębie murach fortu. Latarnia morska w dalszym ciągu miała pełnić istotną funkcję w prowadzeniu statków przez wody w obrębie Wysp Dry Tortugas aż do 1876 roku, kiedy to zbudowano działającą na prąd, lekką metalową latarnię na szczycie sąsiedniej ściany twierdzy. Oryginalną ceglaną wieżę latarni rozebrano w 1877 roku.

### Projekt

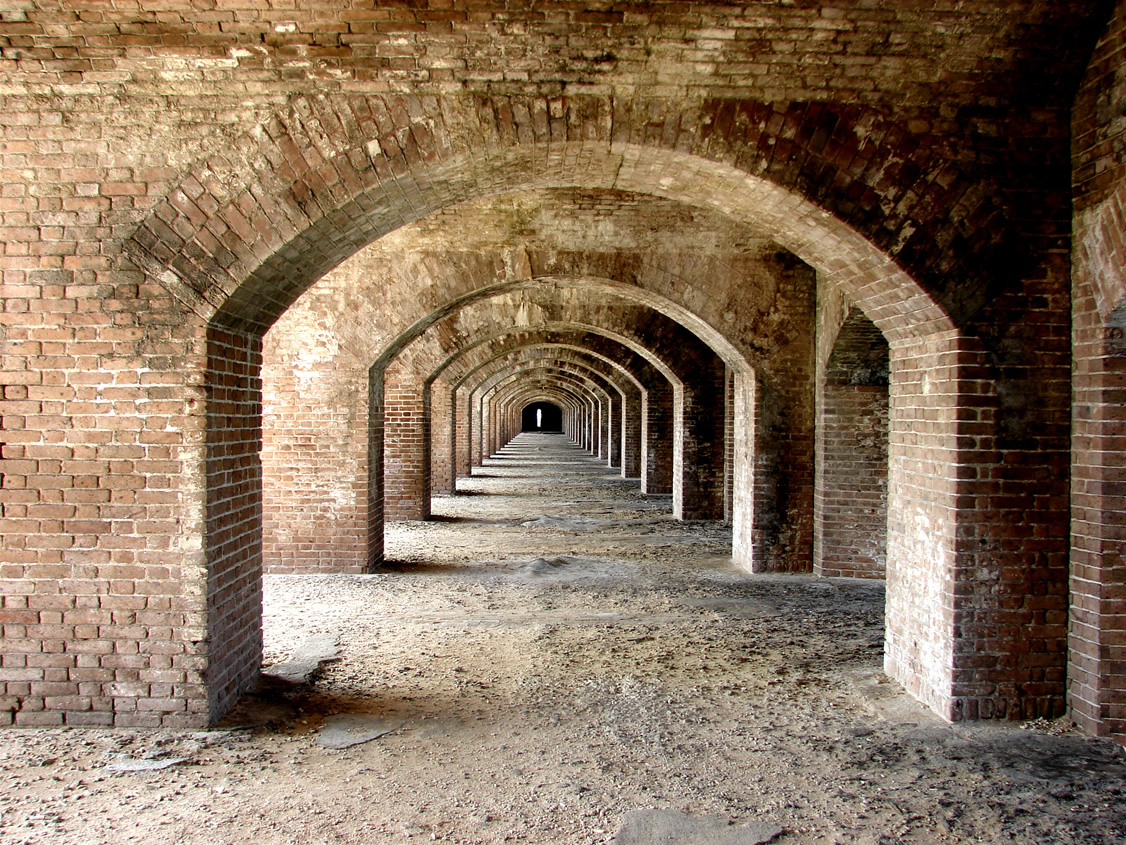
Arkady wewnątrz Fortu Jefferson

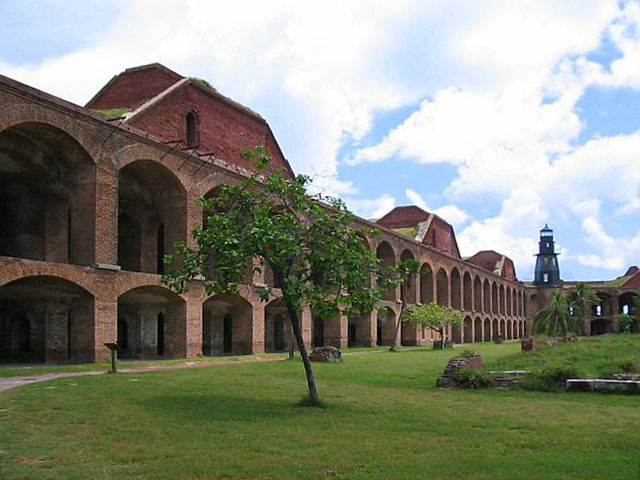
Wewnętrzna ściana i latarnia od strony dziedzińca (2005)

Projekt zakładał budowę trzykondygnacyjnej, sześciościennej budowli. Dwie ściany mają 325 stóp (99,06 m.), pozostałe cztery boki mają wymiary 477 stóp (145.39 m.). Ściany spotykały się narożnymi basztami, które miały umożliwić prowadzenie ostrzału. Ciężkie działa zamontowane były w ścianach w ciągu otwartych kazamatów i skierowane na zewnątrz w kierunku morza przez duże otwory strzelnicze. Fort Jefferson został zaprojektowany aby być maksymalnie odpornym na ataki i jednocześnie być w stanie zniszczyć wszystkie statki wroga na tyle lekkomyślne, aby dostać się w zasięg potężnych dział.

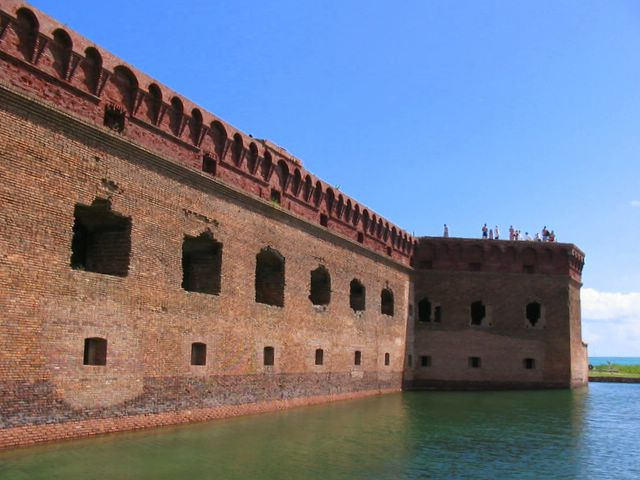
Zewnętrzna ściana fortu (2005)

Pomieszczenia mieszkalne dla żołnierzy i oficerów, magazyny prochu oraz inne obiekty wymagane do utrzymania fortu znajdować się miały na wewnętrznym placu.
Do budowy fortu armia zatrudniła cywilnych robotników mechaników, stolarzy, kowali, murarzy, wykorzystała też pracę więźniów i niewolników. Od 1863 roku, w czasie Wojny secesyjnej, liczba żołnierzy skazanych i osadzonych w Fort Jefferson wzrosła tak znacznie, że niewolnicy nie byli już potrzebni. W szczycie wojskowej świetności Fort Jefferson liczył 1.729 żołnierzy. Wraz z ich rodzinami i personelem, liczba ta wzrosła do blisko 2000 osób.
W celu wsparcia zaopatrzenia w świeżą wodę, w murach twierdzy wprowadzono innowacyjny system kanałów i zbiorników. W serii podziemnych komór miała się zbierać woda deszczowa zebrana z dachu. W wypełnionych piaskiem kolumnach, umieszczonych w regularnych odstępach w ścianach wewnętrznych fortu, sięgających od dachu do fundamentów zbierała się woda, która była następnie filtrowana i przechowywana. System ten nie był jednak nigdy używany w praktyce, ponieważ ogromna masa ścian zewnętrznych powodowała ich osiadanie i spowodowało to pęknięcia zbiorników, pozwalając morskiej wodzie zanieczyszczać świeżą.

### Użytkowanie lata 60. XIX wieku – lata 30. XX w.

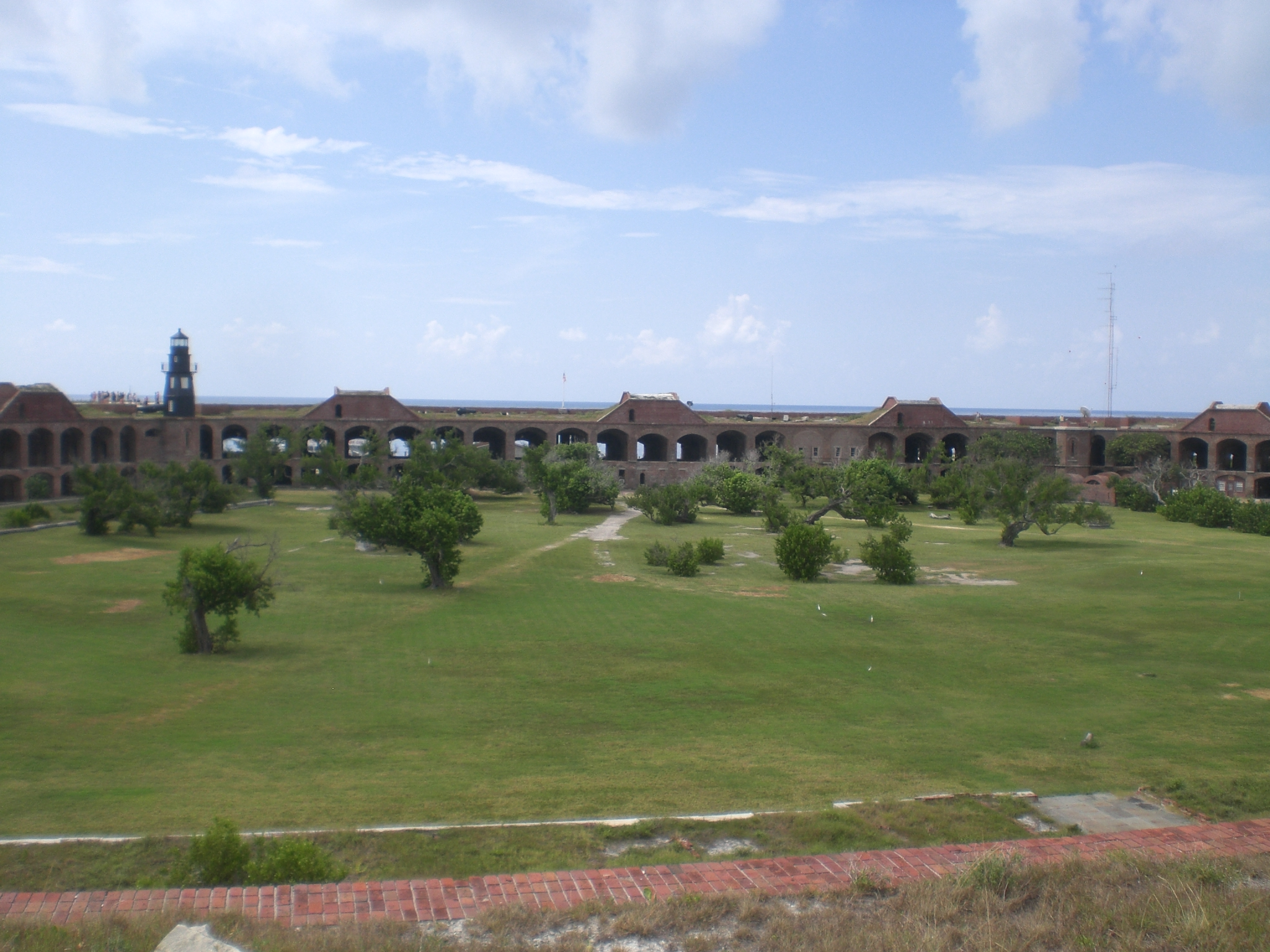
Dziedziniec (2007)

Fort pozostawał w rękach Unii podczas całej wojny domowej. Wraz z jej końcem w 1865 roku, ludność fortu spadła do 1013, składając się z 486 żołnierzy i cywilów i 527 więźniów. Zdecydowana większość więźniów w Fort Jefferson była szeregowcami osadzonymi za dezercja, w przypadku więźniów cywilnych najczęstszym przestępstwem był rabunek.
Wyjątek stanowił transport czterech specjalnych więźniów w lipcu 1865 roku. Byli to doktor Samuel Mudd, Edmund Spangler, Samuel Arnold i Michael O’Laughlen, którzy zostali skazani za spisek w zabójstwie prezydenta Abrahama Lincolna. Budowa fortu jeszcze trwała kilka lat, ale nigdy nie został całkowicie zakończony. Do 1888 roku wojskowa przydatność Fortu Jefferson przygasła, a koszt utrzymania ze względu na skutki częstych huraganów i zniszczenia wynikające z tropikalnego klimatu, stał się zbyt wysoki. W 1874 roku armia całkowicie opuściła fort po serii kilku huraganów i epidemii żółtej gorączki. W 1898 roku marynarka jeszcze korzystała z obiektów w czasie wojny amerykańsko-hiszpańskiej. Fort był również używany w latach 1888-1900 jako stacja kwarantanny oraz ponownie krótko podczas I wojny światowej.

### Założenie Parku Narodowego
W 1908 roku obszar został wyznaczony jako rezerwat ptaków i przeniesiony do Departamentu Rolnictwa. 4 stycznia 1935 roku prezydent Franklin Delano Roosevelt, który odwiedził teren Dry Tortugas statkiem, wyznaczył obszar jako Fort Jefferson National Monument. Był to pierwszy w historii USA teren morski objęty taką ochroną. Wpis do Krajowego Rejestru miejsc o znaczeniu historycznym fort uzyskał w dniu 10 listopada 1970 roku. W dniu 26 października 1992 roku prezydent George Bush powołał do życia Park Narodowy Dry Tortugas.

## Fort w literaturze i filmie
W Forcie rozgrywa się akcja powieści Nevady Barr pt.: Flashback. Na Garden Key zostały nakręcone niektóre sceny filmu pt.: Assault on Devil’s Island w reżyserii Jona Cassara.